# Дракула, рік 1972
Дракула, рік 1972 (англ. Dracula A.D. 1972) — англійський фільм жахів 1972 року.

## Сюжет
Джессіка Ван Хельсинг, внучка винищувача вампірів, відвідує модний салон, де знайомиться з Джоні Алукардою. Той приводить її в занедбану церкву, де він разом зі своїми друзями намагається повернути до життя Дракулу. Йому це вдається. Вампір спочатку знищує всіх його друзів, а потім хоче вкусити Джесіку. Її батько, професор Ларімер ван Хелсінг, намагається боротися з Дракулою.

## У ролях
| Актор          | Роль                  |
| -------------- | --------------------- |
| Крістофер Лі   | граф Дракула          |
| Пітер Кушинг   | професор Ван Хельсинг |
| Стефані Бічем  | Джессіка Ван Хельсинг |
| Крістофер Ним  | Джонні Алукард        |
| Майкл Коулз    | інспектор             |
| Марша Гант     | Гейнор                |
| Керолайн Манро | Лаура Беллоус         |
| Джанет Кі      | Анна                  |
| Вільям Елліс   | Джо Мітчем            |
| Філіп Міллер   | Боб                   |
| Майкл Кічен    | Грег                  |

## Ланки
- Дракула, рік 1972 на сайті IMDb (англ.)
- Дракула, рік 1972 на сайті AllMovie (англ.)
- Dracula A.D. 1972 на сайті Rotten Tomatoes (англ.)